# 河野広道
河野 広道（こうの ひろみち、1905年（明治38年）1月17日 - 1963年（昭和38年）7月12日）は、日本の昆虫学者、考古学者。

## 経歴
1905年1月17日、北海道史研究者の河野常吉の息子として生まれる。北海道帝国大学農学部にて、昆虫学を学ぶ。
大学卒業後の1930年に、北海道帝国大学農学部の助手として採用される。1932年、27歳の時に「日本産象鼻虫科ノ研究（独文）」により、農学博士の学位を授与される。 また、考古学などの研究も始める。1935年に、「貝塚人骨とアイヌのイオマンテ」の論文を発表し、縄文遺跡の貝塚は、ゴミ捨て場というよりは、アイヌ儀礼の「物送り場」という解釈を論じる。1944年、北海道帝国大学を退職。その後は北海道新聞北方研究室長につく。北海道学芸大学札幌校の教授を務めた。1963年7月12日に死去。

## 受賞・栄典
- 1951年：北海道文化賞受賞。

## 家族・親族
- 父：河野常吉は北海道史研究者。
- 息子：河野本道はアイヌ文化研究者。
- 娘婿：宇田川洋は東京大学名誉教授。

## 著書

### 単著
- 『北方文化の主潮』北方出版社〈北方叢書 第1輯〉、1941年10月。全国書誌番号:46042736。
- 『北方昆虫記』楡書房、1955年12月。全国書誌番号:56004103。
- 『アイヌの踊』楡書房〈北方文化写真シリーズ 2〉、1956年1月。全国書誌番号:56002633。
- 『アイヌの生活』楡書房〈北方文化写真シリーズ 4〉、1956年8月。全国書誌番号:56013496。
- 『雪虫』ぷやら新書刊行会〈ぷやら新書 第3巻〉、1961年7月。全国書誌番号:64007759。
- 『森の昆虫記 1（雪虫篇）』北海道出版企画センター〈北海道ライブラリー 4〉、1976年10月。全国書誌番号:69018127。
- 『森の昆虫記 2（落し文篇）』北海道出版企画センター〈北海道ライブラリー 5〉、1977年3月。全国書誌番号:77024336。
- 宇田川洋 編『北海道東北部の考古学的調査』北海道出版企画センター〈河野広道ノート 考古篇 1〉、1981年4月。全国書誌番号:82012088。
- 青柳信克 編『イオマンテ・イナウ篇』北海道出版企画センター〈河野広道ノート 民族誌篇 1〉、1982年8月。全国書誌番号:83022449。
- 宇田川洋 編『金属器・土器・石器』北海道出版企画センター〈河野広道ノート 考古篇5〉、1984年9月。全国書誌番号:85029680。

### 編集
- 『維新前北海道変災年表』書肆尚古堂〈蝦夷往来叢書 第1編〉、1932年9月。
- 幸徳秋水『評論と随想』自由評論社出版部、1949年11月。全国書誌番号:49009827。

### 共著
- 『栗沢町加茂川遺跡 発掘調査資料報告・研究の部・補遺の部』北海道出版企画センター〈北海道発掘調査シリーズ No.1〉、1977年4月。全国書誌番号:77011616。

### 著作集
- 河野広道著作集刊行会 編『北方文化論』北海道出版企画センター〈河野広道著作集 1〉、1971年10月。全国書誌番号:73017667。
- 河野広道著作集刊行会 編『続 北方文化論』北海道出版企画センター〈河野広道著作集 2〉、1972年4月。全国書誌番号:73017668。
- 河野広道著作集刊行会 編『続々 北方文化論』北海道出版企画センター〈河野広道著作集 3〉、1972年4月。全国書誌番号:73017669。
- 河野広道著作集刊行会 編『雪虫ほか』北海道出版企画センター〈河野広道著作集 4〉、1972年6月。全国書誌番号:73017670。

### 記念論文集
- 『河野広道博士没後二十年記念論文集』北海道出版企画センター、1984年7月。全国書誌番号:85052021。